# Estadio Ansan Wa~
El Estadio Ansan Wa~ es un estadio multiusos ubicado en la ciudad de Ansan, Provincia de Gyeonggi, Corea del Sur. El término 'Wa' alude a un grito de aclamación y la notación de onda (~) representa la extensión de este. El recinto fue inaugurado en 2007 y posee una capacidad para 35 000 personas, siendo utilizado por el club de fútbol Ansan Greeners de la K League 2.
El estadio albergó una de las sedes del torneo de fútbol masculino y femenino de los Juegos Asiáticos de 2014.

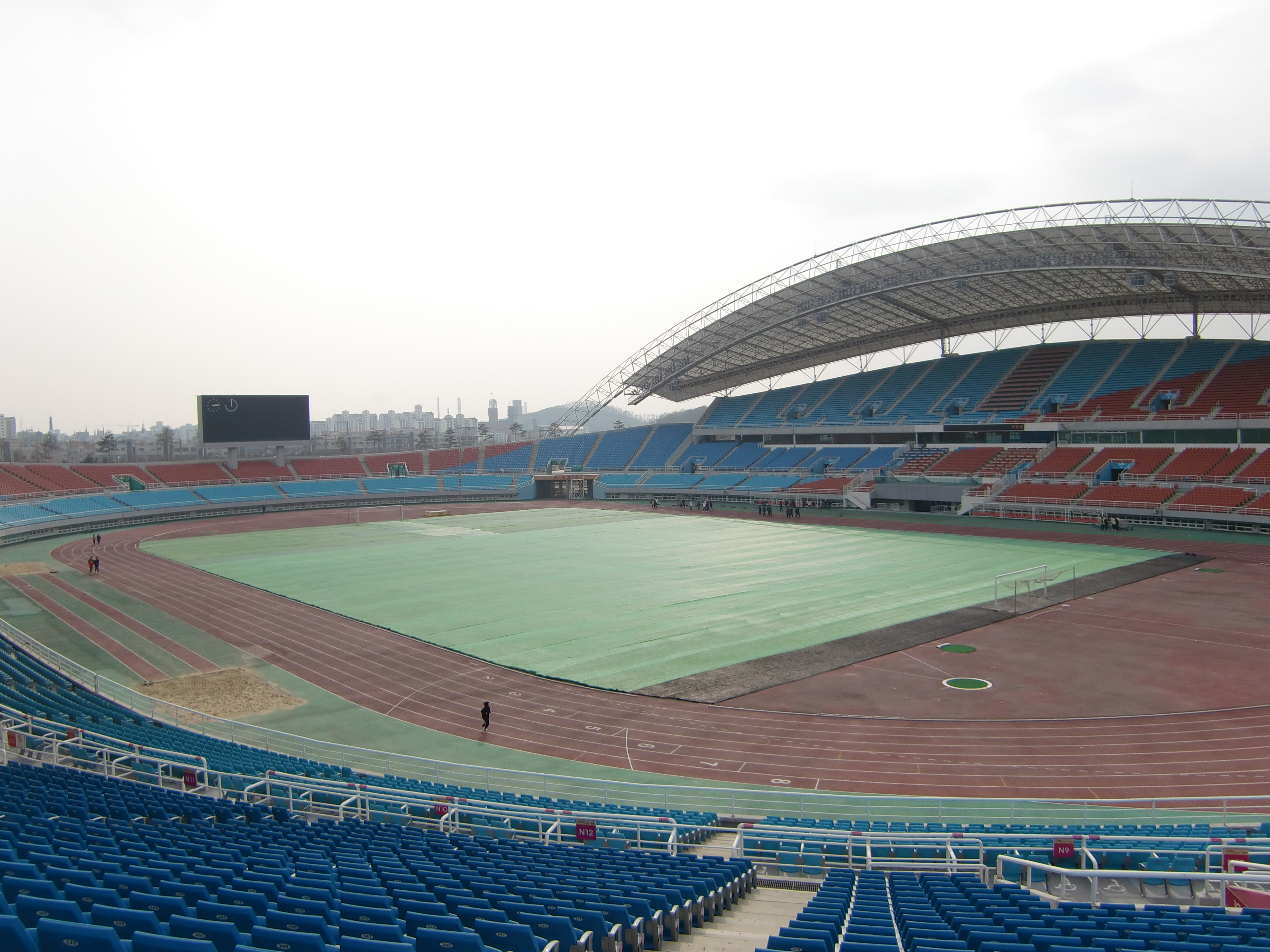